# Mnesarete marginata
Mnesarete marginata är en trollsländeart som först beskrevs av Selys 1879.  Mnesarete marginata ingår i släktet Mnesarete och familjen jungfrusländor. Inga underarter finns listade i Catalogue of Life.